# Kosmonavt Viktor Patsaev
Das Forschungsschiff Kosmonavt Viktor Patsaev (russisch Космонавт Виктор Пацаев, deutsch Kosmonaut Wiktor Pazajew) ist das letzte existierende Schiff der sogenannten Kosmischen Flotte der ehemaligen Sowjetunion. Es ist nach dem russischen Kosmonauten Wiktor Iwanowitsch Pazajew benannt, der 1971 an der Sojus-11-Mission teilnahm und durch einen plötzlichen Druckabfall in der Kabine umkam.
Seit 2001 liegt das Schiff an der Anlegestelle des Museums der Weltmeere in Kaliningrad. Die Übergabe an das Museum bewahrte es vor dem Schicksal der anderen 18 Schiffe der Kosmischen Flotte der Akademie der Wissenschaften, die verschrottet wurden.
Zurzeit sind auf dem Schiff verschiedene Ausstellungen mit diversen Exponaten untergebracht, darunter Modelle der Trägerrakete Energija und der Raumfähre Buran, Anlagen zur Trinkwasseraufbereitung bei Schwerelosigkeit, medizinische Apparate und Gegenstände aus dem Museum des Sternenstädtchens bei Moskau.

## Geschichte
Das Schiff wurde 1968 als Holzfrachter Semen Kosinov (Семен Косинов) gebaut. Der Umbau zum Forschungsschiff erfolgte 1977/78. Am 24. November 1978 wurde die Kosmonaut Wiktor Pazajew der Akademie der Wissenschaften übereignet. Diese hatte 1962 einen Weltraumforschungsdienst gegründet und baute in den Folgejahren die Kosmische Flotte oder auch Sternenflotte genannte Flotte mit insgesamt 19 Schiffen auf.
Baugleiche Schiffe waren:
- Kosmonavt Pavel Belyayev (Typschiff)
- Kosmonavt Georgiy Dobrovolskiy
- Kosmonavt Vladislav Volkov

In den folgenden 16 Jahren unternahm das Schiff 14 wissenschaftliche Expeditionen in den südlichen und zentralen Atlantik. Bis 1994 gehörte das Schiff zum Kommando der Weltraummissionen, unter anderem Saljut 6, Sojus 34 und Saljut 7. Seine Aufgabe bestand darin, die Kommunikation mit den Kosmonauten und die Bahnen von Satelliten zu kontrollieren und die Daten zum Flugleitzentrum zu übertragen.
Am 14. April 2001 wurde das Schiff am Museumsanleger in Kaliningrad festgemacht, am 23. April wurde auf ihm die Ausstellung Kosmische Odyssee eröffnet.
2009 wurden die Mittel für den Unterhalt des Schiffes gekürzt, er beträgt aktuell sechs Millionen Rubel (etwa 137 000 Euro). Damit sind nur noch zwei Mitarbeiter, ein Steuermann und ein Mechaniker, im Einsatz. Damit verliert das Schiff seine Funktionsfähigkeit und es wird befürchtet, dass auch hier die Verschrottung droht.